# Tiéfora
Tiéfora è un dipartimento del Burkina Faso classificato come comune, situato nella Provincia  di Comoé, facente parte della regione di Tannouyan.
Il dipartimento si compone del capoluogo e di altri 29 villaggi: Bamako, Biton, Bondorola, Boulo, Boussanra I, Boussanra Brousse, Djandoro, Dramandougou, Fandiora, Houetiara, Kangounaba, Kangounadeni, Labola Foukara, Labola Kassianra, Labola Koumoussanra, Labola Nambalfo, Labola Sankrala, Libora, Loubora, Moussoumourou, Nadrifa, Naniagara, Sakora, Sangora, Sankara, Saterna, Sikane, Sokoura e Sounougou.